# 噛む女 (2008年の映画)
『噛む女』（かむおんな、Bitten）は、2008年に製作されたカナダ映画。本作はOV（オリジナルビデオ）として製作されたため全米では劇場公開されていない。カナダやイギリスでも劇場公開されておらず、テレビ放映のみである。2009年3月に全米SF専門局（サイファイ・チャンネル）で放送された。

## ストーリー
救急隊員のジャックはある夜、町のゴミ捨て場で倒れていた血塗れの美女を助け、自分のアパートに連れ帰った。彼女は記憶喪失であり、覚えているのはダニカという名前だけ。だが、彼女の正体は吸血鬼であった。ところがジャックは、そんなダニカに魅了されてしまい、”餌”となる人間を次々と誘い出し彼女に与えていくのだが・・・

## キャスト
※()内は日本語吹替を担当した声優。
- ジャック：ジェイソン・ミューズ（竹若拓磨）
- ダニカ：エリカ・コックス（佐古真弓）
- ロジャー：リチャード・フィッツパトリック（相沢正輝）
- シェリー：ジョーダン・マドレイ（森夏姫）
- プッシャー：ニック・ナック（松田健一郎）
- トウィッチ：スチュアート・ストーン（杉山大）
- マヤ：エイミー・リン・グローヴァー（堀越知恵）
- ビル（日勤の救急隊員）：ジェフ・パンマン